# Statistical Institute of Belize
Das Statistical Institute of Belize (SIB) ist das nationale statistische Zentralamt im mittelamerikanischen Belize.
Wie in anderen Ländern auch (zum Beispiel Statistisches Bundesamt, Statistik Austria oder Bundesamt für Statistik) erhebt, sammelt und analysiert es statistische Informationen zu Wirtschaft, Demographie, Gesellschaft und Umwelt.
Gegründet wurde das SIB am 1. April 2007 als Nachfolger des Central Statistical Office und wird von einem Board of Directors geleitet. Der Hauptsitz befindet sich in Belmopan, Außenstellen gibt es in Belize City und den meisten anderen Distriktsstädten (mit Ausnahme von Benque Viejo del Carmen, San Pedro und Ambergris Caye).